# إيرنيستو مارتينيز
إيرنيستو مارتينيز (20 نوفمبر 1951 في كوبا - 7 يناير 2007) هو لاعب كرة طائرة كوبا. شارك في الألعاب الأولمبية الصيفية 1980 والألعاب الأولمبية الصيفية 1976 والألعاب الأولمبية الصيفية 1972.

## وصلات خارجية
- إيرنيستو مارتينيز على موقع أوليمبيديا (الإنجليزية)